# Тучные арлекины
Тучные арлекины (лат. Osornophryne) — род бесхвостых земноводных семейства жаб (Bufonidae). Эндемичен для Центральной Кордильеры в Колумбии и в центральных Андах (Эквадор).

## Классификация
На февраль 2023 года в род включают 11 видов:
- Osornophryne angel Yánez-Muñoz at al., 2011
- Osornophryne antisana Hoogmoed, 1987
- Osornophryne bufoniformis (Peracca, 1904) — Жабовидный арлекин
- Osornophryne cofanorum Mueses-Cisneros at al., 2010
- Osornophryne guacamayo Hoogmoed, 1987
- Osornophryne occidentalis Cisneros-Heredia & Gluesenkamp, 2011
- Osornophryne percrassa Ruiz-Carranza & Hernández-Camacho, 1976 — Тучная жаба
- Osornophryne puruanta Gluesenkamp & Guayasamin, 2008
- Osornophryne simpsoni Páez-Moscoso at al., 2011
- Osornophryne sumacoensis Gluesenkamp, 1995
- Osornophryne talipes Cannatella, 1986